# Dnyiprova Csajka
Dnyiprova Csajka (ukránul: Дніпрова Чайка), születési nevén Ljudmila Olekszijivna Berezina (ukránul: Людмила Олексіївна Березіна) (Zelenij Jar, 1861. október 20. – Hermanyivka, 1927. március 13.) ukrán író, költő, gyerekkönyvszerző, műfordító.

## Élete és pályafutása
Berezina egy kis faluban született a Dnyeper torkolatánál, apja kemény, autokrata orosz lelkész volt, anyja ukrán. Sokat költözködtek, aminek köszönhetően Berezina megismerkedett a nép különféle szokásaival, hiedelmeivel, népmeséivel. Odesszában járt gimnáziumba, majd dolgozott magántanárként, oktatott falusi iskolában és egy odesszai középiskolában is. szenvedélyesen gyűjtötte az ukrán népdalokat és néprajzi anyagokat.
1885-ben feleségül ment Feofan Olekszandrovics Vaszilevszkij ukrán történészhez, aki statisztikusként dolgozott, patrióta nézeteket vallott és politikailag is aktív volt. Emiatt elbocsátották, aminek következtében a pár nehéz helyzetbe került, és a rendőrség is figyelte őket. Három gyermeke született, amit követően az asszony betegessé vált. Férje nem értette meg a nő kreatív munkáját, gyermekeik nagykorúságát követően különváltak, Berezina a legidősebb lányával élt Kijevben 1927-ben bekövetkezett haláláig.
Írói karrierje 1884-ben kezdődött, almanachokban, folyóiratokban publikált. Művésznevének jelentése „dnyeperi sirály”, ami szimbolikus jelentésű az ukrán kultúrában, a jajveszékelő sirály a gyermekeit sirató ukrán anyát jelképezi. 1905-ben kéziratait elkobozta a rendőrség, őt pedig rövid időre letartóztatták.
Elbeszélései realisták, melyekre részben populista nézetek hatottak. A parasztság és az értelmiség életéről írt. Más művei már a modernizmushoz közelítenek. Költeményeket, meséket is írt gyermekek számára, valamint Mikola Liszenko zenéjére gyermekopera-librettókat írt. Liszenko Dnyiprova Csajka több költeményét is megzenésítette. Oroszul is verselt, valamint orosz és svéd műveket fordított ukránra.
2011-ben az Ukrán Nemzeti Bank emlékérmét adott ki a tiszteletére.